# Consequencialismo negativo
O consequencialismo negativo é uma versão da teoria ética do consequencialismo, que é "uma das principais teorias da ética normativa". Assim como outras versões do consequencialismo, o consequencialismo negativo sustenta que atos morais bons ou ruins dependem apenas do valor dos resultados. Ou seja, para versões negativas e outras do consequencialismo, perguntas como "o que devo fazer?" e "que tipo de pessoa eu deveria ser?" são respondidas apenas com base nas consequências. O consequencialismo negativo difere de outras versões do consequencialismo, dando maior peso em deliberações morais ao que é ruim (por exemplo, sofrimento ou injustiça) do que ao que é bom (por exemplo, felicidade ou justiça).
Um tipo específico de consequencialismo é o utilitarismo, que diz que as consequências que importam são aquelas que afetam o bem-estar. O consequencialismo é mais amplo do que o utilitarismo, pois o consequencialismo pode dizer que o valor dos resultados depende de outras coisas além do bem-estar; por exemplo, justiça, equidade e igualdade. O utilitarismo negativo é, portanto, uma forma de consequencialismo negativo. Muito mais foi escrito explicitamente sobre o utilitarismo negativo do que diretamente sobre o consequencialismo negativo, embora uma vez que o utilitarismo negativo seja uma forma de consequencialismo negativo, tudo o que foi escrito sobre o utilitarismo negativo diz respeito, por definição, a uma versão específica (utilitária) do consequencialismo negativo. Da mesma forma que existem muitas variações do consequencialismo e do utilitarismo negativo, existem muitas versões do consequencialismo negativo, por exemplo, o prioritarianismo negativo e o igualitarismo consequencialista negativo.
A ética de GE Moore pode ser considerada um consequencialismo negativo (mais precisamente, um consequencialismo com um componente utilitário negativo), porque ele foi rotulado de consequencialista, e ele disse que "a consciência da dor intensa é, por si só, um grande mal", enquanto "a mera consciência do prazer, por mais intensa que seja, por si só não parece ser um grande bem, mesmo que tenha algum valor leve intrínseco. Em resumo, a dor (se entendermos por essa expressão a consciência da dor) parece ser um mal muito pior do que o prazer é um bem". Moore escreveu na primeira metade do século XX antes que qualquer um dos termos "consequencialismo", "utilitarismo negativo" ou "consequencialismo negativo" fossem cunhados, e ele não usou o termo "consequencialismo negativo".  Semelhantemente a Moore, Ingemar Hedenius defendeu um consequencialismo que poderia ser chamado de negativo (ou que poderia ser considerado como um componente utilitário negativo) porque ele dava mais importância ao sofrimento do que à felicidade. Hedenius viu o pior da vida, como um sofrimento infernalista, tão mal que os cálculos de felicidade versus sofrimento se tornam desnecessários; ele não viu que tal mal pudesse ser contrabalançado por qualquer bem, como a felicidade.
O professor de filosofia Clark Wolf defende o "consequencialismo negativo como um componente de uma teoria maior da justiça". Walter Sinnott-Armstrong interpreta o sistema moral de Bernard Gert como uma "forma sofisticada de consequencialismo negativo universal, objetivo e de regra pública". Jamie Mayerfeld defende um forte dever de aliviar o sofrimento, que é consequencialista em formato. Ele diz que "o sofrimento é mais ruim do que a felicidade é boa" e que "a bem-aventurança de muitas pessoas, não importa quantas, não pode justificar que permitamos a tortura de uma pessoa por toda a vida".

## Citações
1. ↑  Peterson 2013: "Consequentialism is one of the major theories of normative ethics."
2. ↑  Bykvist 2009: "The whole family of utilitarian theories is captured by the equation: Utilitarianism = Consequentialism (nothing but the values of outcomes matter for the rightness of actions) + Welfarism (nothing but well-being matters for the value of outcomes)."
3. ↑  Animal Ethics, Inc. Negative Consequentialism: “Negative consequentialism is the version of consequentialism that focuses on reducing harms. It has this focus because it assumes that there aren’t things of positive intrinsic value, while there are things of negative intrinsic value. Therefore, in deciding on whether to act in a particular way, a negative consequentialist would consider what harms it would cause, eliminate, increase or decrease.” Arrhenius & Bykvist 1995, p. 115: “Our point of departure was the firm intuition that unhappiness and suffering have greater weight than happiness. By taking this stand we revealed ourselves as members of the negative utilitarian family.” Ord 2013: “NU [negative utilitarianism] comes in several flavours, which I will outline later, but the basic thrust is that an act is morally right if and only if it leads to less suffering than any available alternative. Unlike Classical Utilitarianism, positive experiences such as pleasure or happiness are either given no weight, or at least a lot less weight. (In what follows, I use the word 'happiness' to stand in for whatever aspects of life might be thought to have positive value).”
4. ↑  Bykvist 2009, p. 19.
5. ↑  Hooker, Mason & Miller 2000: “Other consequentialist theories take other things to be valuable, for example justice, fairness, and equality.”
6. ↑  Animal Ethics, Inc. Negative Consequentialism: “One form of negative consequentialism is negative utilitarianism.”
7. ↑  Animal Ethics, Inc. Negative Consequentialism: “According to negative consequentialism such as negative prioritarianism, negative utilitarianism, and negative consequentialist egalitarianism...”
8. ↑  Shaw 1995: “Moore is indeed a consequentialist.”
9. ↑  Moore 1951, p. 213.
10. ↑  Moore 1951, p. 212.
11. ↑  Moore died in 1958; the same year that both of the terms 'consequentialism' and 'negative utilitarianism' seem to have been coined. According to Spielthenner 2005, "It seems that the term 'consequentialism' has been coined by E. Anscombe in her influential article 'Modern Moral Philosophy' (1958)." Smart 1958 is widely considered to have coined the term 'negative utilitarianism.'
12. ↑  Petersson 2009.
13. ↑  Wolf 2009: "For a defence of a negative consequentialism as a component of a larger theory of justice, see Wolf (1999)." That is, see Wolf 1999.
14. ↑  Sinnott-Armstrong 2002, p. 147.
15. ↑  Mayerfeld 1999: "The duty to relieve suffering, I have suggested, arises from the badness of suffering." Mayerfeld 1999: "The duty to relieve suffering is consequentialist in form."
16. ↑  Mayerfeld 1999, p. 136.
17. ↑  Mayerfeld 1999, p. 178.